# Famille Martinengo
 (août 2024).
Pour les articles homonymes, voir Martinengo (homonymie).
La famille Martinengo est une famille noble de Lombardie, originaires de Brescia, ayant obtenu à Venise.

## Historique
Giacomo passe à Venise en 1448 et est créé Chevalier par le Sénat et sa famille devient noble avec la concession de porter l'écu de Saint-Marc en cœur de ses armes.
Les comtes Gianbattista et Paolo Martinengo, d'une autre branche, sont eux agrégés en 1689 par voie de taxe de guerre. Le dernier membre est Capitaine de Cuirassiers pendant la guerre de Candie et a levé les frais de 300 hommes d'artillerie.

## Personnalités
- Marie Madeleine Martinengo (1687-1737), religieuse stigmatisée, abbesse, bienheureuse, est de cette famille.

## Armes

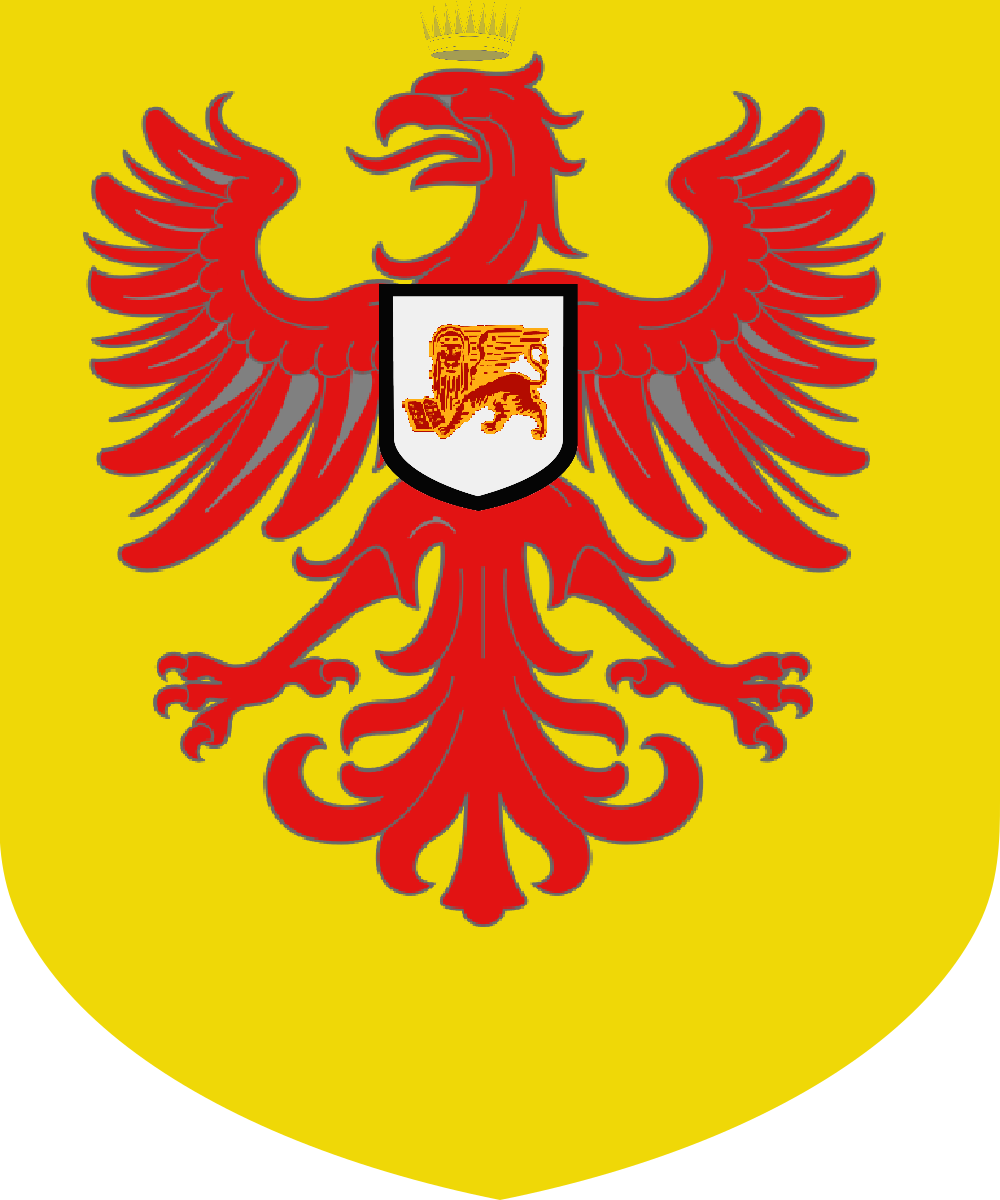
armes des Martinengo (Venise)

Les armes des Martinengo se blasonnent ainsi d'or à une Aigle de gueules armée et couronnée de même.

## Demeures

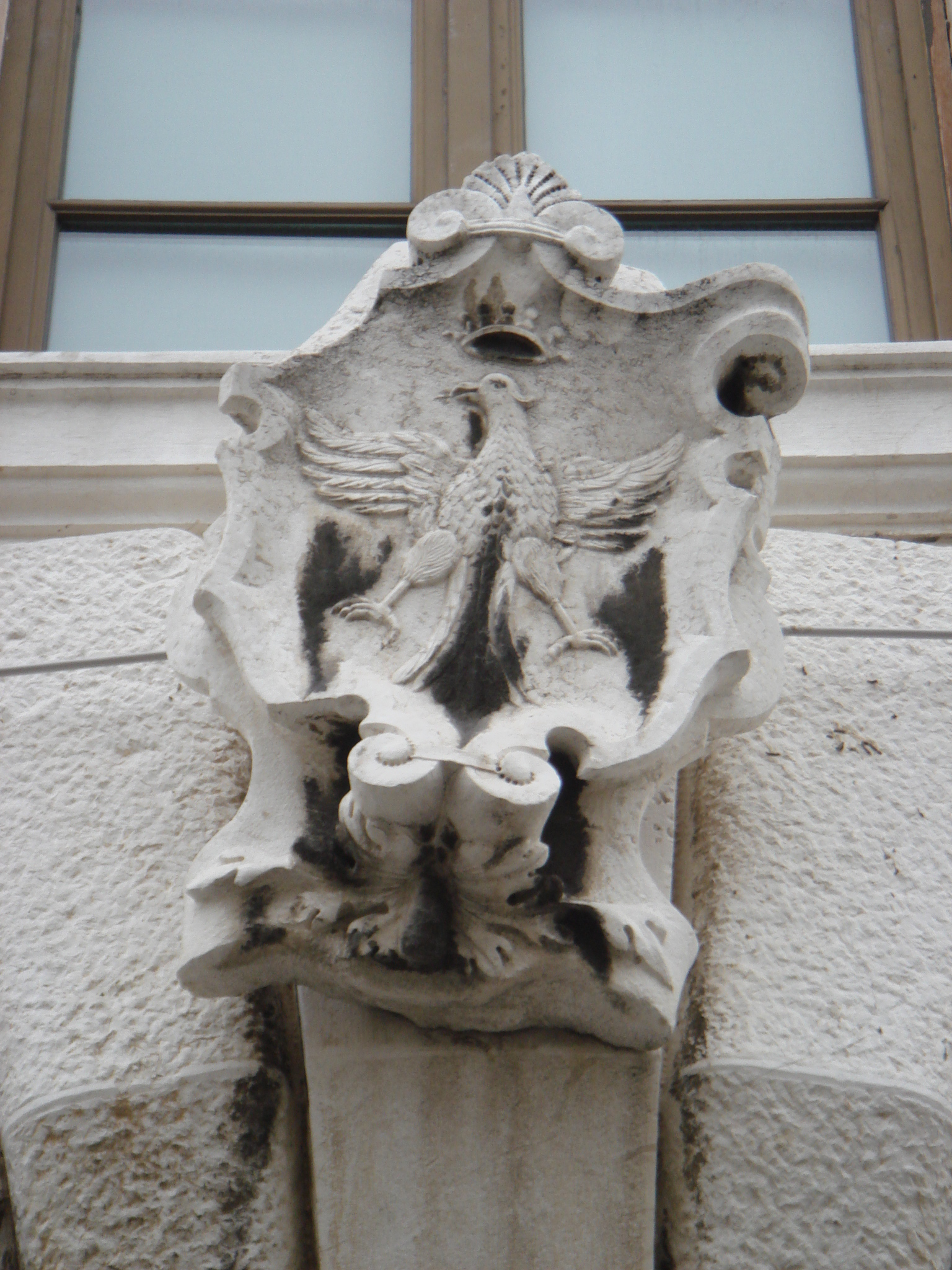
Armes des Martinengo à Brescia

- Palais Memmo Martinengo Mandelli
- Palazzo Corner Martinengo Ravà
- Palais Martinengo
- Palais Martinengo a Sant'Angelo
- Palais Martinengo a Santo Stefano
- Palais Memmo Martinengo Mandelli